# 졸린 퍼디
졸린 퍼디(영어: Jolene Aiko Purdy, 1983년 12월 9일 ~ )는 미국의 배우이다.

## 출연 작품
- 벤치드 (2014)
- 언더 더 돔 시즌1 (2013)
- 도니 다코 (2001)